# Circuit (déplacement)
Pour les articles homonymes, voir circuit.

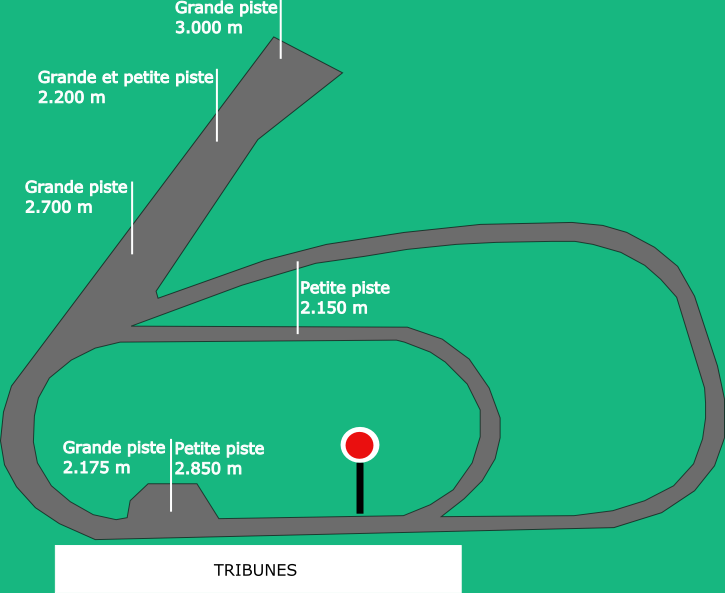
Le circuit de l'hippodrome de Vincennes

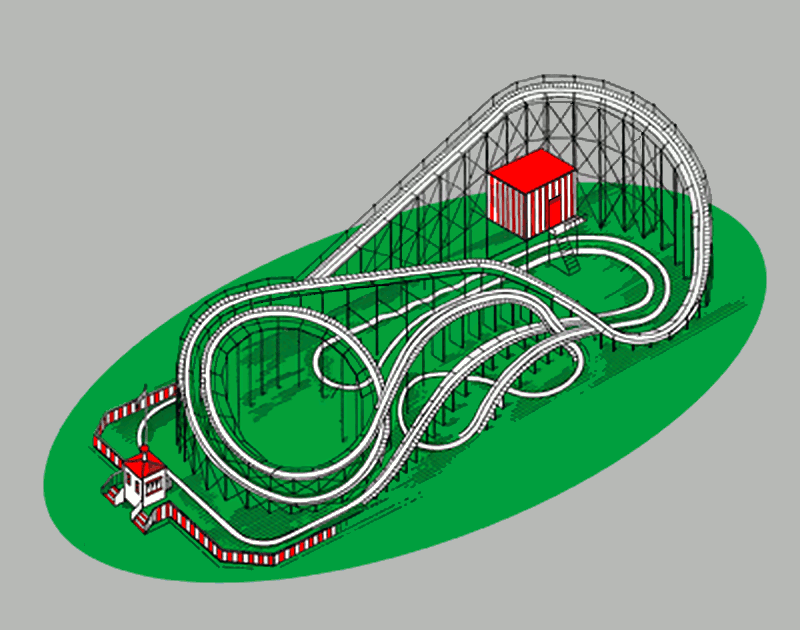
Un circuit de montagnes russes

Un circuit représente un trajet fixé d'avance que doit parcourir un objet (véhicule le plus souvent), un animal ou une personne. Il est composé de lignes droites et de virages. Son point de départ peut être son point d'arrivée, il forme alors une boucle .
Un circuit est caractérisé par sa longueur, sa largeur, ses virages et son environnement. Parfois, des places sont réservées pour les spectateurs au bord du circuit.
On parle également de « circuit touristique », à propos d'itinéraires qui permettent de relier divers lieux présentant un intérêt touristique commun, par exemple : le circuit des églises romanes d'Auvergne, le circuit des monuments romains de Provence, le circuit des grottes ornées de Dordogne, le circuit des gorges de l'Ardèche, etc. 

## Histoire
Des traces des premiers circuits datent de très anciennes civilisations, la plus impressionnante est surement celle du Circus Maximus. Ce circuit dédié aux courses de char pouvant accueillir de 150 000 à 320 000 personnes, date de la Rome antique.
Au Moyen Âge, des courses sur circuits sont organisées à Newmarket en Angleterre.
En 1909 est créé l'Indianapolis Motor Speedway, le second circuit automobile permanent construit dans le monde, après celui de Brooklands, créé en Angleterre en 1907. Tous deux étant des ovales.

## Utilisation
Chaque sport de vitesse utilise des circuits, tel que les sports mécaniques, le ski alpin, la course à pied, le bobsleigh, le cyclisme, les courses de chevaux, etc. Les circuits sont très utilisés lors des courses motorisées, comme dans la compétition automobile et la compétition motocycliste par exemple. Dans ces cas, le circuit forme généralement une boucle, le premier concurrent qui effectue un nombre de tours de circuit défini, gagne la course. Dans les hippodromes, les chevaux suivent un circuit en boucle qui contient très peu de virages.
Des sports imaginaires utilisent des circuits, comme le Motorball dans le manga Gunnm.
Les randonneurs peuvent marcher sur des itinéraires tracés (appelés aussi « circuits de randonnée »), ceux-ci ne sont généralement pas en boucles, ils permettent d'accéder à des environnements où la nature est protégée.
Les jeux vidéo de course simulent des sports de course, les circuits sont donc toujours présents et parfois assimilés à des niveaux. Chaque circuit est parsemé de checkpoints.
Les circuits de montagnes russes sont en boucles, sauf les tout  premiers, sans traction motorisée les wagons ne pouvaient pas remonter à leur point de départ.
Par extension, on parle de circuit en économie, notamment en parlant du trajet d'un produit : de son fabricant au client final en passant par d'éventuels intermédiaires. Les circuits de contrebande et des marchés noirs fonctionnent sur le même principe.